# Porphyrinia trachycornis
Porphyrinia trachycornis är en fjärilsart som beskrevs av Embrik Strand 1920. Porphyrinia trachycornis ingår i släktet Porphyrinia och familjen nattflyn. Inga underarter finns listade i Catalogue of Life.